# IC 60
IC 60 ist eine linsenförmige Galaxie vom Hubble-Typ S0 im Sternbild Walfisch südlich der Ekliptik. Sie ist schätzungsweise 752 Millionen Lichtjahre von der Milchstraße entfernt und hat einen Durchmesser von etwa 110.000 Lichtjahren.

Im selben Himmelsareal befinden sich u. a. die Galaxien NGC 284, NGC 285, NGC 286, IC 58.
Das Objekt wurde am 30. August 1892 vom französischen Astronomen Stéphane Javelle entdeckt.